# Yacine Brahimi
Yacine Brahimi (arabisch ياسين إبراهيمي, DMG Yāsīn Ibrāhīmī; * 8. Februar 1990 in Paris, Frankreich) ist ein algerischer Fußballspieler, der beim al-Rayyan SC unter Vertrag steht. Zudem ist er für die algerische Nationalmannschaft aktiv. Er ist neben der bevorzugten Position des Spielmachers auch auf den Flügeln einsetzbar.

## Karriere

### Verein

#### 1997–2012: Anfänge in Frankreich
Yacine Brahimi wuchs als Sohn algerischer Einwanderer in Paris auf und begann seine Karriere im Alter von sieben Jahren beim Vorstadtverein ASB Montreuil. Nach drei Jahren wechselte er 2000 zu CO Vincennois. Während er zwischen 2003 und 2006 das Sportinternat in Clairefontaine besuchte, spielte er ab 2004 für Paris Saint-Germain. 2006 wechselte er in die Jugendabteilung von Stade Rennes und wurde drei Jahre später an Clermont Foot ausgeliehen, um mehr Spielpraxis zu bekommen. Am ersten Spieltag der Saison 2009/10 absolvierte er sein erstes Pflichtspiel im Profifußball in der Ligue 2 gegen den AC Arles-Avignon. Am 25. September gleichen Jahres erzielte er sein erstes Tor in der Liga per Elfmeter. Nach Ende der Saison kehrte er nach Rennes zurück.

#### 2012–2014: FC Granada
Zur Saison 2012/13 wurde Brahimi nach Spanien zum FC Granada ausgeliehen, wo er sich rasch als Stammspieler durchsetzen konnte. Aus diesem Grund wurde in der darauffolgenden Saison fest verpflichtet und unterschrieb einen bis 2017 gültigen Vertrag. Im März 2014 sorgte Brahimi für internationale Aufmerksamkeit, als eine Studie von Whoscored publik wurde, nach der er in der Hinrunde 2013/14 mit durchschnittlich 5,1 erfolgreichen Dribblings pro Spiel, der erfolgreichste Dribbler der spanischen Primera División, noch vor renommierten Spielern wie Lionel Messi (4,6) oder Cristiano Ronaldo (2,5), war.

#### 2014–2019: FC Porto
Bereits nach zwei Jahren verließ Brahimi den FC Granada wieder und wechselte zum FC Porto. Am 17. September 2014 absolvierte er sein erstes Champions-League-Spiel und traf bei einem 6:0-Sieg gegen BATE Baryssau drei Mal. Am 22. Dezember 2014 wurde er mit dem Ballon d’Or algerien als Algeriens Fußballer des Jahres 2014 ausgezeichnet. 2018 gewann er mit dem Verein die nationale Meisterschaft.

#### Seit 2019: al-Rayyan SC
Im Sommer 2019 wechselte Brahimi dann ablösefrei zum al-Rayyan SC in die Qatar Stars League.

### Nationalmannschaft

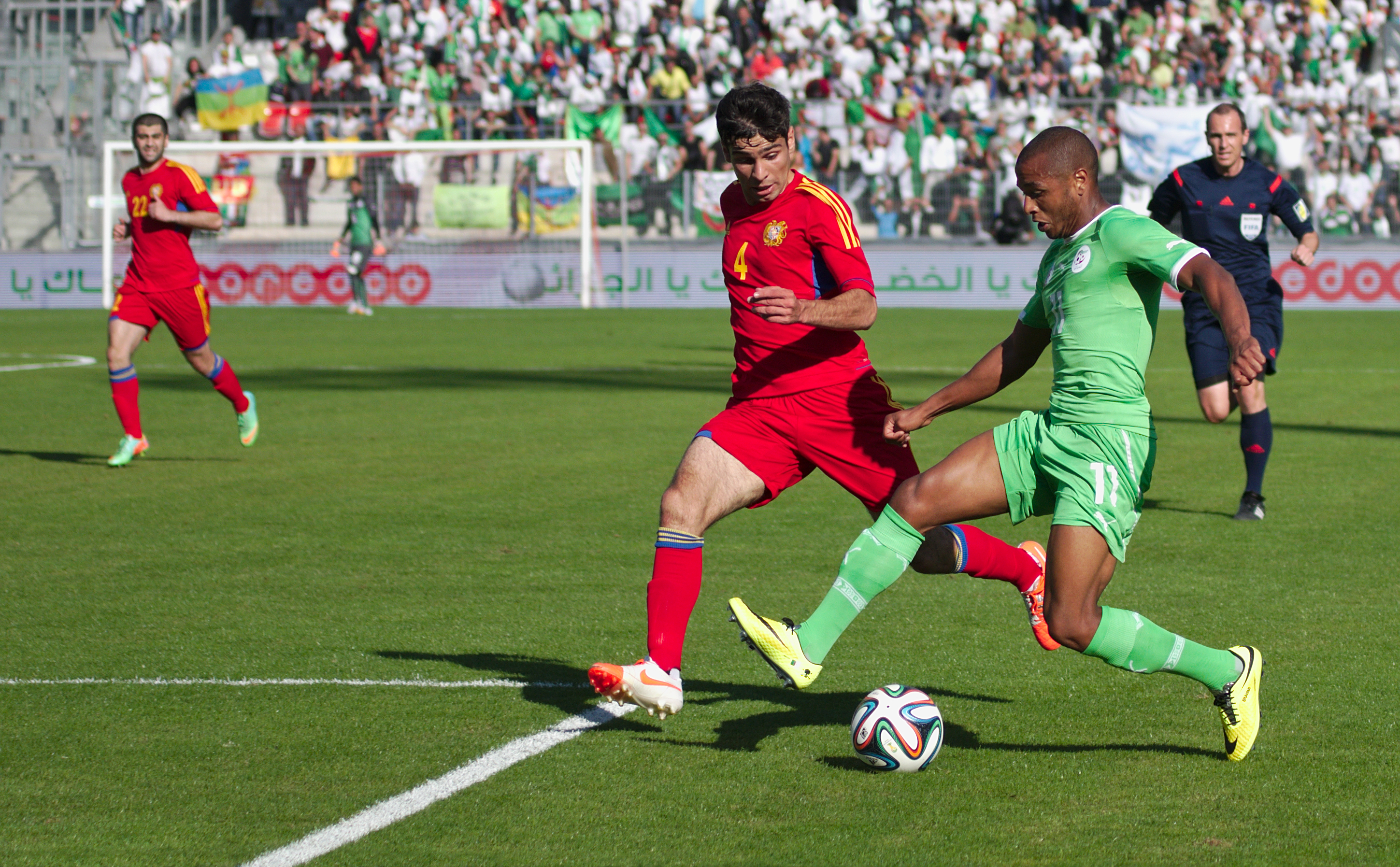
Yacine Brahimi bei einem Länderspiel gegen Armenien, 2014

Mit der französischen U-19-Nationalmannschaft nahm er 2007 an der U-19-Europameisterschaft teil, bei der er zwei Tore erzielen konnte. Für die U-21-Auswahl kam er neun Mal zum Einsatz.
Anfang 2013 entschied er sich, für die algerische Nationalmannschaft aufzulaufen. Er debütierte schließlich am 26. März 2013 im WM-Qualifikationsspiel gegen den Benin. Im Mai 2014 wurde er in den Kader für die Weltmeisterschaft 2014 in Brasilien berufen und kam in den Gruppenspielen gegen Südkorea (4:2) und Russland (1:1) sowie im Achtelfinale gegen Deutschland (1:2) zum Einsatz.
2019 gewann er mit der Mannschaft den in Ägypten ausgetragenen Afrika-Cup. Im Finale gegen Senegal siegte Algerien in Kairo mit 1:0.

## Erfolge
Verein
- Portugiesischer Meister: 2018
- Portugiesischer Superpokalsieger: 2018

 Nationalmannschaft
- Afrikameister: 2019

## Auszeichnungen
- Algerischer Fußballer des Jahres: 2014
- Arabiens Fußballer des Jahres: 2014
- BBC-Award (Bester afrikanischer Spieler des Jahres): 2014

Qatar Stars League
- Torschützenkönig: 2019/20